# CD (registracijska oznaka)
CD (od Congo Démocratique (fr.)),  međunarodna registracijska oznaka za cestovna vozila, koju od 1997. godine koristi Demokratska Republika Kongo. Oznaka se upotrebljava u cestovnom prometu i mora biti nalijepljena na cestovnom vozilu prilikom ulaska u druge države. 
8. studenog 1968. godine u Beču je potvrđen "Međudržavni zakon o razvrstavanju prepoznatljivih oznaka", koji se naknadno dopunjavao nastankom novih država. 
Nekadašnja registracijska oznaka je bila: ZRE.